# 羅德島學院
羅德島學院（Rhode Island College，縮寫：RIC）是一所位于美国羅德島州首府普羅維登斯的公立大学，其歷史可以追溯到1854年羅德島州議會建立的羅德島州立師範學校（Rhode Island State Normal School），1959年改現名。2015年《美國新聞與世界報道》將其列在“北部地區大學”排名中的第122位。

## 外部連結
- Rhode Island College （页面存档备份，存于）
- Rhode Island College Athletics （页面存档备份，存于）
- History of the Rhode Island Normal School (1911)
- State Home and School Project （页面存档备份，存于）
- The Anchor （页面存档备份，存于）
- James P. Adams Library （页面存档备份，存于）

41°50′32″N 71°27′40″W / 41.842199°N 71.461161°W